# Сан Сіро (район Мілана)
45°28′27.5″ пн. ш. 9°8′25.01″ сх. д. / 45.474306° пн. ш. 9.1402806° сх. д.

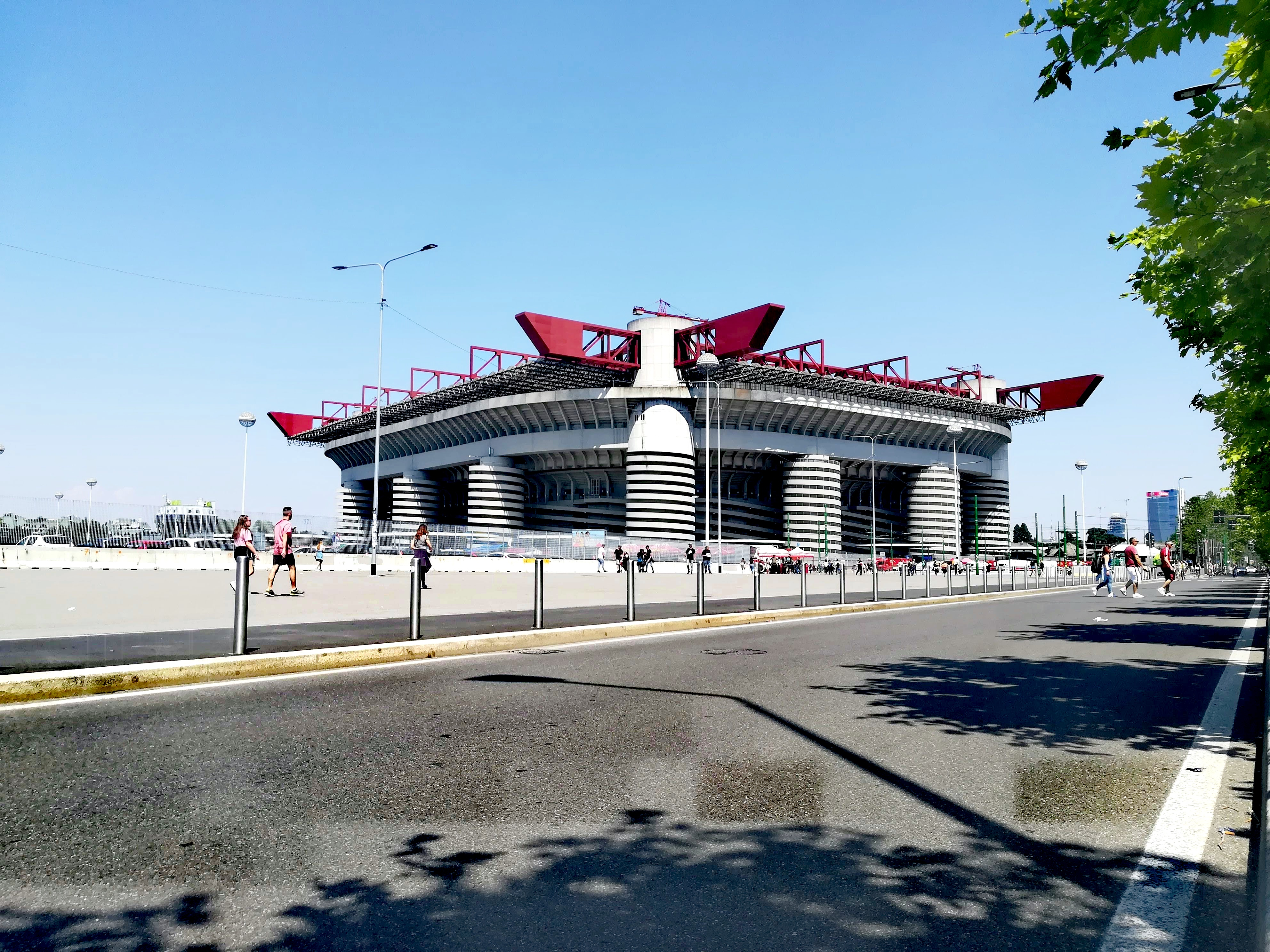
Стадіон Сан Сіро.

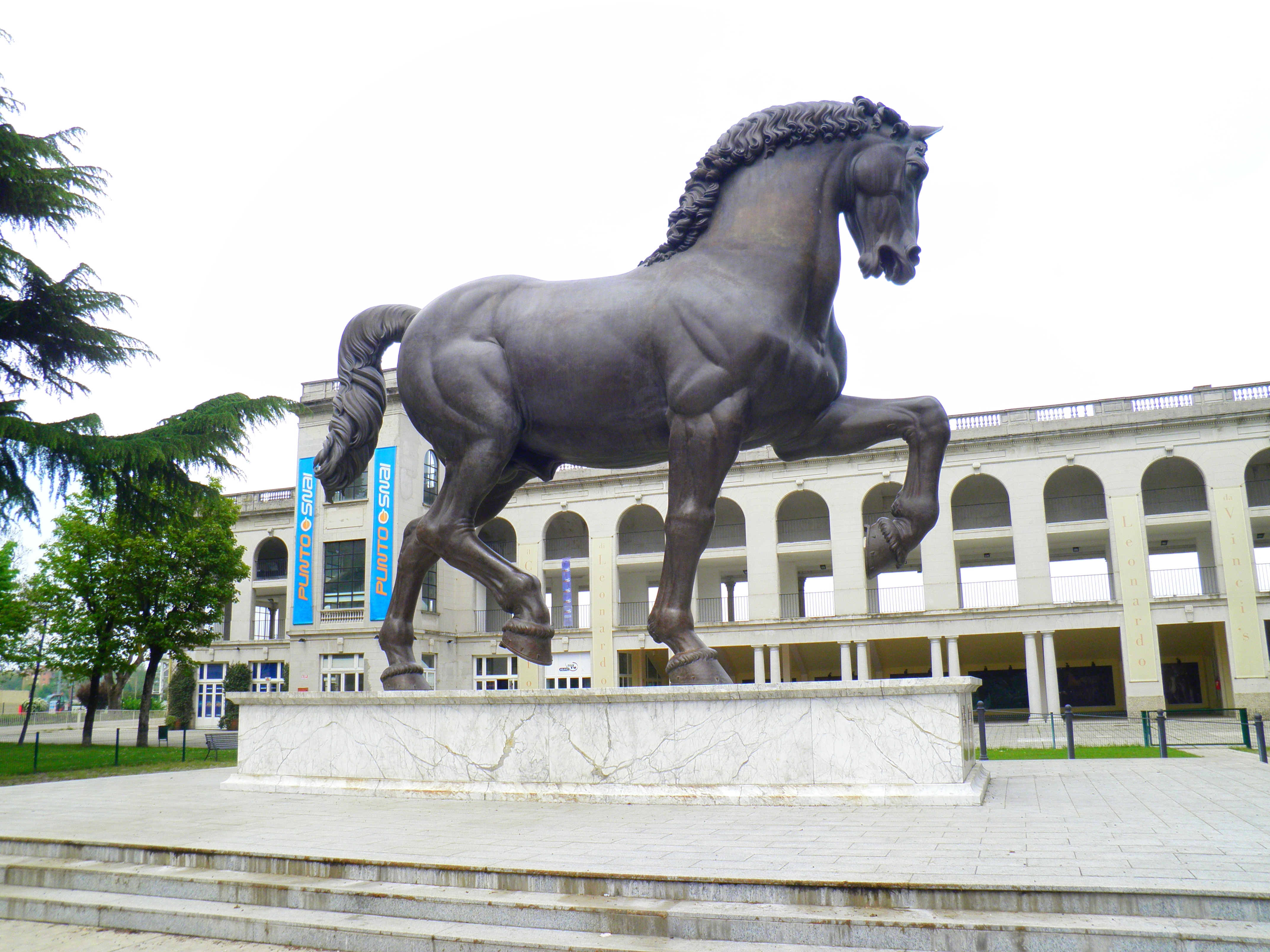
Іподром Сан Сіро: "Кінь" Леонардо да Вінчі — сучасна рекреація.

Сан Сіро (італ. San Siro) — величезний район Мілана, розташований в зоні 7,  приблизно за 5 км на північний захід від Дуомо. Межує на півночі з районами Лампуняно і QT8, на сході — з районом Ф'єра, на заході з Тренно і на півдні — вул. Новара та вул. Рембрандт. Століття тому Сан — Сіро був невеликим сільським поселенням на березі річки Олона.
Район дуже неоднорідний: є достатньо озеленені території, інші великі ділянки повністю «цементовані», присутні різні категорії доріг, вілли та багатоквартирні будинки, соціальне житло та престижне. Більшість будівель були зведені в останній половині минулого століття.
Саме тут знаходиться іподром і стадіон «Джузеппе Меацца» (відоміший, як Сан Сіро) —  багатофункціональна споруда; ігрове поле футбольних команд «Мілан» та «Інтер». До 1985 року тут був також критий стадіон Palasport di San Siro.